# 银河号事件
银河号事件，是于1993年7月至9月间，发生于中华人民共和国和美国之间的一次外交冲突。7月23日，美方称有确凿证据证明“银河号”货轮向伊朗运送化学武器原料，将其截停于印度洋国际水域。中方则坚持称船上并未装载任何化学武器原料，并拒绝美方提出的使“银河号”返航或者接受美舰人员登船检查的要求。双方最终让步，同意在第三方（沙特阿拉伯）以沙特人员的名义美方人员跟随对船进行检查。9月4日，三方最终签订调查报告，确认银河轮没有运载化学武器原料。银河号被迫中止正常航运长达33天。中方要求美方赔偿，但美方态度强硬，坚持拒绝道歉，最后不了了之。

## 关于“银河号”
“银河号”（Yinhe）是一艘中国远洋运输总公司广州远洋运输公司所属中东航线上的一艘集装箱班轮，固定航线为天津新港—上海—香港—新加坡—雅加达—迪拜—达曼—科威特。

## 事发经过
1993年7月7日，“银河号”从天津新港出发，途经上海、香港、新加坡、雅加达，最后共载628个集装箱，驶向中东。预计8月3日抵达位于波斯湾的迪拜港卸货，然后去沙特达曼港和科威特港。7月23日起，美国稱握有確鑿证据，指责“银河号”货轮载有可以制造化学武器的硫二甘醇和亚硫酰氯运往伊朗的阿巴斯港。其间美国派出2艘军舰、5架直升飞机对银河号跟踪监视，并在银河号进入波斯湾之前，于公海上截停银河号，要求其接受军舰于公海对商船之检查权，或返航。“银河号”在印度洋的國際公海海域上被美军军舰截停长达三周之久，期间中方船员在食物和饮水不足的情况下，与中国政府保持联系，并拒绝美舰人员登船。
美国官员宣称：美国政府要求中国政府立即采取措施，制止这一出口行为，并威胁说，否则就要制裁中国。美国8月3日在与中国外交部的又一次交涉中，要求中国政府命令“银河”轮返回出发地；或由美舰人员登船检查货物。美国还向该货轮计划停靠的港口所在国要求阻止该货轮按计划进港卸货。中国外交部国际司副司长沙祖康以中国政府代表、中方检查组负责人的身份处理这次件事。在中国的压力下，美国態度軟化并最終让步，同意由第三方进行检查，并最终同意“银河号”前行进入沙特领海，由此美舰失去于公海临检的权力。8月28日，以沙特人員的名义美方人员跟随，对停靠在沙特达曼港附近的朱科勒海军基地的银河号进行检查。9月4日，“银河号”货轮上第628个，也是最后一个货箱被检查完毕，没有发现任何化学武器，三方签订检查报告，共同确认银河轮没有运载硫二甘醇和亚硫酰氯。美国之后称，在此期间可能“银河号”已在中途卸货或在途中将货物倾倒入海，然而美军全程监视“银河号”行踪却提出这一并无证据支持的说法并无公信力。
“银河号”被迫中止正常航运长达33天。

## 反响
斯坦福大学国际安全与合作中心研究员Di Hua称，根据他后来从中国国内消息人士处得知，有化学品在“银河号”货轮最初的装货清单上，但中国政府起初不知道这些化学品要运走。中国后来截获了美国情报人员给华盛顿的报告，因此中国海关禁止了这批货物出口。Hua说：“美国政府应该以友好的、私密的方式提醒中国注意这个问题。”他还说：“华盛顿想让中国丢脸，结果反而被自己的情报部门丢脸。”
这个事件在中國國內引起強烈反响。许多中国人认为，这是中国外交和海军的失败。中国国内的舆论也普遍认为，中国政府在处理此事上表现出的软弱和退让令人失望。美国政府事后态度强硬，坚持拒绝道歉，“因为美国的这次行动基于对不同情报来源的信任，尽管（这些情报）全都是错的。”而中国政府则忙于“冷处理”由于此事件引发的国内高涨的反美情绪，并力图解释“美国政府的态度并不能代表美国人民的主流民意”。
中国政府随后开始重视对蓝海海军的发展，加速对国产驱逐舰的开发。
此外，中国大陆媒体在报道北斗导航系统相关情况时，经常提到美国在银河号事件中局部关闭了银河号所在海区的GPS导航服务来迫使银河号停驶，“为中国发展独立自主的‘北斗’卫星导航系统埋下了伏笔”，还促动了“孙家栋院士与国防科工委副主任沈荣骏联名‘上书’，建议启动中国的卫星导航工程”。有研究认为此说法仅见于2008年之后，且没有文献记载事件期间全球出现关闭服务导致的GPS设备信号异常，故应为假消息，但不排除特定区域遭电磁干扰使GPS设备失效的可能。

## 外部連結
- 沙祖康回顾"银河号"事件：结果让美国人颜面尽失/央视
- 銀河號事件20週年：孤懸22天 美軍登船屈辱證清白/南方日報 （页面存档备份，存于）
- 银河号事件20周年：受美军登船屈辱船员痛哭/军事环球网